# جورج سوملوي
جورج سوملوي (مواليد 16 مارس 1960) هو مبارز بالسيف نمساوي، مثّل بلاده في الألعاب الأولمبية الصيفية 1984.

## روابط رياضية
جورج سوملوي على موقع أوليمبيديا (الإنجليزية)